# Magdalena Fronczewska
Magdalena Fronczewska, znana bardziej jako Magda Fronczewska (ur. 30 października 1978) – polska aktorka i piosenkarka dziecięca, popularna na przełomie lat 80. i 90.

## Życiorys
Jest córką Ewy i Piotra Fronczewskich. Zadebiutowała w połowie lat 80., śpiewając wraz z siostrą Kasią w chórkach towarzyszących występom Majki Jeżowskiej. Jej pierwsza solowa piosenka, „Z Donaldem w kieszeni”, ukazała się w 1986 na albumie Jeżowskiej pt. A ja wolę moją mamę. Również w 1986 ukazał się film Podróże pana Kleksa, w którym zagrała epizodyczną rolę. Stała się wówczas częstym gościem radiowych i telewizyjnych programów dla dzieci. Kontynuowała występy na koncertach Majki Jeżowskiej, a w 1987 wystąpiła jako Agnieszka w filmie krótkometrażowym Barbary Sokolenko pt. Rośnie człowiek. W 1988 odbyła serię koncertów w ramach promocji albumu pt. Dyskoteka Pana Jacka, na których śpiewała samodzielnie i w grupie liczne utwory, napisane w większości przez Jacka Cygana. W 1990 nakładem Polskich Nagrań ukazała się jej pierwsza i jedyna solowa płyta pt. Wow!, na której znalazły się m.in. piosenki „Myszka widziała ostatnia” i „Laleczka z saskiej porcelany”; drugi z utworów wszedł na listę przebojów Radiowa piosenka tygodnia na antenie Programu I Polskiego Radia. W 1997 wystartowała w konkursie „Debiuty” na 34. Krajowym Festiwalu Piosenki Polskiej w Opolu, jednak nie odniosła sukcesu i z czasem porzuciła działalność artystyczną.
Po ukończeniu studiów w Szkole Wyższej Psychologii Społecznej zaczęła prowadzić psychoterapię psychoanalityczną.

## Dyskografia

### Solowa
- 1990: Wow!

### Gościnnie
- 1986: A ja wolę moją mamę (Majka Jeżowska)
- 1988: Dyskoteka Pana Jacka (różni wykonawcy)
- 1991: Dyskoteka Pana Jacka II (różni wykonawcy)
- 2000: Złota kolekcja (Jacek Cygan)
- 2008: The Best Kids... Ever! (różni wykonawcy)

## Filmografia
- 1986: Podróże pana Kleksa
- 1987: Rośnie człowiek